# Chris Chavis
Christopher Chavis (nascido em 8 de Junho de 1965), mais conhecido pelo seu ring name Tatanka, é um lutador de wrestling profissional nativo-estadunidense. Ele é mais conhecido pelas suas aparições na World Wrestling Federation/Entertainment entre 1991 e 1996 e de 2005 a 2007. Seu ring name é de origem lakota e significa um "touro búfalo", alguém com muita força. É descendente da tribo Lumbee.

## Carreira no wrestling
- Treinamento em Circuitos Independentes (1989-1991)
- World Wrestling Entertainment / World Wrestling Federation (1991-1996, 2005-2007)
- Circuitos Independentes (1998-2004, 2007)
- All Star Wrestling (2008-presente)

## Vida pessoal
Chavis é cristão. A sua mulher chama-se Michelle, e juntos eles possuem duas filhas, Christiana e Rhea, e um filho, Joseph Tatanka Chavis. Entre 1998 e 2002, ele foi representado e "bookeado" por Vin Gopal, atualmente consultor político de Washington.
Tatanka teve uma breve aparição no filme Natural Born Killers, onde o seu papel era representar um personagem que lutava wrestling na TV, chamado Rodney Dangerfield.

## No wrestling
- Finishers e ataques secundários
  - End of the Trail / Papoose to Go
  - Wykea - 2006-Presente
  - Battering ram
  - Múltiplas variações de chops
  - Running knee smash
  - Running leg drop
  - Savate kick
  - Shoulder block

- Taunts próprias
  - Dançarino
  - Praticante de artes marciais

- Managers
  - "Sensational" Sherri Martel
  - Chief Jay Strongbow
  - Ted DiBiase

## Títulos e prêmios
- American Wrestling Federation
  - AWF United States Championship (1 vez)

- i-Generation Superstars of Wrestling
  - i-Generation Australasian Heavyweight Championship (2 vezes)

- North American Wrestling Association
  - NAWA Heavyweight Championship (1 vez)

- South Atlantic Pro Wrestling
  - SAPW Heavyweight Championship (1 vez)

- Stampede Wrestling
  - Stampede North American Heavyweight Championship (1 vez)

- United States Wrestling Association
  - USWA Unified World Heavyweight Championship (1 vez)

- Pro Wrestling Illustrated
  - PWI o colocou como #279 dos 500 melhores wrestlers durante a PWI 500 de 2003.

- Outros títulos
  - ASW Tag Team Championship (1 vez) - com Joe Gomez
  - CWA Heavyweight Championship (1 vez)
  - IWA World Heavyweight Championship (1 vez)
  - TRCW Heavyweight Championship (1 vez)[2]
  - UCW Heavyweight Championship (1 vez)

## Livro
- Christian Wrestlers: Wrestling With God, 2001, de Chad Bonham